# Eolygus
Eolygus is een geslacht van wantsen uit de familie van de Miridae (Blindwantsen). Het geslacht werd voor het eerst wetenschappelijk beschreven door Bertil Robert Poppius in 1915.

## Soorten
Het genus bevat de volgende soorten:

- Eolygus rubrolineatus (Matsumura, 1913)
- Eolygus vittatus Poppius, 1915